# Metopilio albispinulatus
Metopilio albispinulatus is een hooiwagen uit de familie Sclerosomatidae.